# Művészeti lexikon (1926)
Az 1926-os Művészeti lexikon egy magyar képzőművészeti lexikon.

## Története
Az Éber László művészettörténész szerkesztésében megjelent alkotás ismereteink szerint az első magyar nyelvű egyetemes művészeti lexikon. A Győző Andor Kiadásában Budapesten megjelent, aranyozott feliratú és Michelangelo Buonarroti Dávid-szobrának fejrészletét tartalmazó kék borítós alkotás 988 kéthasábos oldalon több száz magyar és külföldi festő, szobrász, építész, iparművész, művészettörténész rövid életrajzát, művészeti fogalmak, illetve stílusirányzatok ismertetését tartalmazza. A kötet értéke, hogy külön hosszú tanulmány-szerű szócikkekben mutatja be az egyes népek művészetét (pl. francia művészet, német művészet), emellett jelentős teret szentel az Európán kívüli világ (pl. India, Kína, Japán, Arab világ, Perzsia, Mexikó) művészetének is. Szakirodalmi utalás nem mindig van a szócikkek végén. 1936-ban kibővített, két kötetes változatban ismét megjelent. Ezúttal borítója fekete volt, aranyozott felirattal, terjedelme 1243 oldal.
A kötet gazdag fekete-fehér szövegkép- és egész oldalas műmelléklettel jelent meg. Anyaga ma is jól használható, de természetszerűleg az őskortól csak a XX. század elejéig élt alkotók munkásságával foglalkozik.

## Szerzői
Barát Béla, Condrad Gyula, Csányi Károly, Divald Kornél, Elek Artúr, Fettich Nándor, Fleischer Gyula, Fónagy Béla
Gál László, Hevesy Iván, Jaschik Álmos, Layer Károly, Lázár Béla, Lux Kálmán, Lyka Károly, Márton Lajos, Meller Simon, Möller Károly, Münnich Aladár, Nagy Lajos, Payrné Elefánt Olga, Petrovics Elek, Rerrich Béla, Roth Viktor, Rózsaffy Dezső, Supka Géza, Felvinci Takács Zoltán, Végh Gyula, Viski Károly, Weyde Gizella, Ybl Ervin. 

## Fakszimile kiadás
Elektronikus formában a 2., 1935-ös kiadás érhető el az Arcanum honlapján. 
Az 1990-es években a Merényi Kiadó ismét megjelentette Budapesten. A fakszimile kiadás „Művészeti lexikon A-tól Z-ig” címmel és új, különböző műalkotásokat bemutató borítóval jelent meg.